# Список бронетехніки Великої Британії часів Першої світової війни
Список бронетехніки Великої Британії часів Першої світової війни — це перелік бронетехніки Великої Британії, розробленої у період Першої світової війни.

## Бронеавтомобілі

### Кулеметні
| Назва               | Зображення | Роки розробки | Роки виготовлення | Кількість, шт. | Короткий опис |
| ------------------- | ---------- | ------------- | ----------------- | -------------- | ------------- |
| Armstrong-Whitworth |            | 1915          | 1915-1916         |                |               |
| Austin              |            | 1914          | 1914-1915         | 168            |               |
| DeLaunay-Belleville |            |               |                   |                |               |
| Ford 1916           |            |               |                   |                |               |
| Garford Model 1914  |            |               |                   |                |               |
| Lanchester          |            | 1914          | 1914-1916         | ~ 50           |               |
| Peerles             |            |               |                   |                |               |
| Rolls-Royce         |            | 1914          | 1914-1918         | 120            |               |
| Sheffield-Simplex   |            | 1914-1915     | 1915              | 25             |               |
| Talbot              |            |               |                   |                |               |
| Wolseley            |            |               |                   |                |               |
| Wolseley CP Type    |            |               |                   |                |               |

### Гарматні
| Назва    | Зображення | Роки розробки | Роки виробництва | Кількість, шт. | Короткий опис |
| -------- | ---------- | ------------- | ---------------- | -------------- | ------------- |
| Seabrook |            |               |                  |                |               |

### Інші розробки
| Назва                       | Зображення | Роки розробки | Роки виробництва | Кількість, шт. | Короткий опис |
| --------------------------- | ---------- | ------------- | ---------------- | -------------- | ------------- |
| AC                          |            |               |                  |                |               |
| Armored Ivel Tractor        |            |               |                  |                |               |
| Leyland Armored Lorry       |            |               |                  |                |               |
| Suzare-Berwick «Wind Wagon» |            |               |                  |                |               |

### Колоніальні та імпровізовані бронеавтомобілі
| Назва                      | Зображення | Роки розробки | Роки виробництва | Кількість, шт. | Короткий опис |
| -------------------------- | ---------- | ------------- | ---------------- | -------------- | ------------- |
| Cadillac Indian Pattern    |            |               |                  |                |               |
| FIAT Indian Pattern        |            |               |                  |                |               |
| Guinness armored lorry     |            | 1916          | 4                |                |               |
| Rolls-Royce Indian Pattern |            |               |                  |                |               |

## Танки та танкова техніка

### Легкі танки
| Назва        | Зображення | Роки розробки | Роки виробництва | Кількість, шт. | Короткий опис |
| ------------ | ---------- | ------------- | ---------------- | -------------- | --- |
| Mk A Whippet |            | 1916-1917     | 1917-1918        | 200            | Medium A Mk Whippet розвивав швидкість 14 км/год, мав бойову масу 14 т, був захищений бронею в 14 мм і озброєний чотирма кулеметами; екіпаж складався з трьох чоловік. Запас ходу становив 130 км. |

### Середні танки
| Назва         | Зображення | Роки розробки | Роки виробництва          | Кількість, шт. | Короткий опис |
| ------------- | ---------- | ------------- | ------------------------- | -------------- | ------------- |
| Little Willie |            | 1915          | Не перебував на озброєнні | 1              |               |
| Mk B          |            |               |                           | 45             |               |
| Mk C          |            |               |                           | 36             |               |

### Важкі танки
| Назва                   | Зображення | Роки разробки | Роки виробництва             | Кількість, шт. | Короткий опис |
| ----------------------- | ---------- | ------------- | ---------------------------- | -------------- | --- |
| Big Wheel Landship      |            |               |                              |                | |
| Flying Elephant         |            | 1916          | Не був виготовлений у металі |                | |
| Pedrail Landship        |            |               |                              |                | |
| Mk I                    |            | 1916          | 1916-1917                    | 150            | Mark I мав незвичайну ромбічну форму, яка мала надати найбільшу довжину гусениці, що дозволяло долати широкі окопи. Основне озброєння було розміщене у спонсонах з боків танку. Mark I мав компоновку без чіткого розподілу танка на відділення: двигун з трансмісією проходили через більшу частину довжини танку, займаючи основну частину внутрішнього простору танка. З боків двигуна і трансмісії розташовувалися проходи та спонсони для озброєння, а в лобовій частині корпусу знаходилося відділення управління. Екіпаж танка складався з восьми чоловік. Командир танка, зазвичай молодший лейтенант або лейтенант, також виконував функції стрільця з лобового кулемета і часом - помічника водія, який разом з водієм розміщувалися у відділенні управління зліва і справа, відповідно. У кожному зі спонсонов розташовувалися навідник і заряжаючий (на «самцях»), або два кулеметника (на «самках»), а в проходах в кормовій половині корпусу знаходилися двоє помічників водія. Часом в екіпаж додавався дев'ятий член, завданням якого було, перебуваючи в кормі танка, біля радіатора, з особистої зброї обороняти кормової сектор танка від піхоти. Розрізняли 2 види танка Mark I - «самець» і «самка». Відмінності «самця» від «самки» полягали як в масі, так і в наявності певних озброєнь. Так «самець» мав масу близько 28,5 тонн і на озброєнні мав кулемет і дві гармати 57-мм. «Самка» важила на тонну менше і на озброєнні мала лише кулемети. |
| Mk II                   |            | 1916          | з грудня 1916 до січня 1917  | 50             | Важкий танк часів Першої світової війни. Він був подальшим розвитком Mark I. Прибрано задні колеса. Танк використовувався тільки для навчальних цілей. Були передбачені додаткові бронелисти, які кріпилися до корпусу. 20 танків були відправлені до Франції, 25 залишалося на полігоні в Дорсет у Великій Британії, решта п'ять були збережені для використання як тестові. 20 танків приєдналися до інших Mark I в битві при Аррасі в квітні 1917 року. Німці змогли пробити броню Марк I і Марк II з кулемета. |
| Mk III                  |            |               |                              | 50             | |
| Mk IV                   |            | 1916          | 1916-1917                    | 1015           | Важкий танк часів Першої світової війни. Як і попередні британські танки, випускався в двох модифікаціях, які розрізнялися між собою озброєнням: «самець» - зі змішаним гарматно-кулеметним озброєнням і «самка» - з чисто кулеметним озброєнням. |
| Mk V                    |            | 1917          | 1918-1919                    | 400            | Важкий танк часів Першої світової війни. Як і попередні британські танки, випускався в двох модифікаціях, які розрізнялися між собою озброєнням: «самець» - зі змішаним гарматно-кулеметним озброєнням і «самка» - з чисто кулеметним озброєнням. |
| Mk V*                   |            | 1918          | 1918                         | 579            | Важкий танк часів Першої світової війни. Є фронтовою модифікацією важкого танка Mk V. Виготовлений шляхом додавання двометрової секції в розрізаний навпіл корпус танків Mk IV або Mk V. Тобто машина, не втративши поздовжньої жорсткості, отримала можливість долати більш широкі рови і окопи. Зчеплення гусениць з ґрунтом покращилося, збільшився внутрішній об'єм, що дозволило перевозити додаткові припаси або десант з 25 піхотинців. Перша спроба висадити танковий десант була 8 серпня 1918 року під Ам'єном, але вона була невдалою - солдати вчадювали через погану вентиляцію. |
| Mk V**                  |            | 1918          |                              | 197            | |
| Mk VI                   |            |               |                              |                | |
| Mk VII                  |            |               |                              | 3              | |
| Mk VIII (спільно з США) |            | 1917          | 1919-1920                    | 100            | Важкий танк періоду Першої світової війни, спільна розробка Великої Британії і США. Виробництво Mk VIII почалося надто пізно, і взяти участь у війні він уже не зміг. Mk VIII використовувалися для навчально-тренувальних цілей до початку 1930-х років, а після зняття з озброєння до 1932 року залишалися на зберіганні до початку Другої світової війни, після чого кілька з них були передані Канаді для навчально-тренувальних цілей за ціною металобрухту. |
| Mk IX                   |            |               |                              | 36             | |

### Інші розробки
| Назва               | Зображення | Роки розробки | Роки виробництва | Кількість, шт. | Короткий опис |
| ------------------- | ---------- | ------------- | ---------------- | -------------- | ------------- |
| Gun Carrier Mark I  |            |               |                  |                |               |
| Мостоукладчик «Ark» |            |               |                  |                |               |